# Stian Nåvik
Stian Nåvik est un biathlète norvégien né le 19 septembre 1985 à Trondheim.

## Biographie
Il remporte cinq médailles aux Championnats du monde junior dont une en or sur le relais en 2004 et quatre médailles de bronze sur des courses individuelles en 2003 et 2004.
Chez les séniors, son seul fait remarquables est sa médaille d'argent aux Championnats d'Europe 2008 sur le relais.

## Palmarès

### Championnats du monde junior
- Médaille d'or du relais en 2004.
- 4 médailles de bronze : sprint et poursuite en 2003 et 2004.

### Championnats d'Europe
- Médaille d'argent du relais en 2008.